# Andinosaura kiziriani
Andinosaura kiziriani — вид ящірок родини гімнофтальмових (Gymnophthalmidae). Ендемік Еквадору.

## Поширення і екологія
Andinosaura kiziriani відомі з двох місцевостей, розташованих в Еквадорських Андах, в провінції Асуай. Вони живуть в сухих високогірних лісах. Зустрічаються на висоті від 1900 до 2546 м над рівнем моря.

## Збереження
МСОП класифікує цей вид як такий, що перебуває під загрозою зникнення. Andinosaura kiziriani загрожує знищення природного середовища.